# Кастелно ла Шапел
Кастелно ла Шапел (фр. Castelnaud-la-Chapelle) насеље је и општина у југозападној Француској у региону Аквитанија, у департману Дордоња која припада префектури Сарла ла Канеда.
По подацима из 2011. године у општини је живело 474 становника, а густина насељености је износила 22,7 становника/km². Општина се простире на површини од 20,88 km². Налази се на средњој надморској висини од 71 метар (максималној 283 m, а минималној 51 m).

## Демографија
| 1962. | 1968. | 1975. | 1982. | 1990. | 1999. | 2011. |
| ----- | ----- | ----- | ----- | ----- | ----- | ----- |
| 383   | 440   | 380   | 374   | 408   | 426   | 474   |

График промене броја становника у току последњих година